# ميدبرج

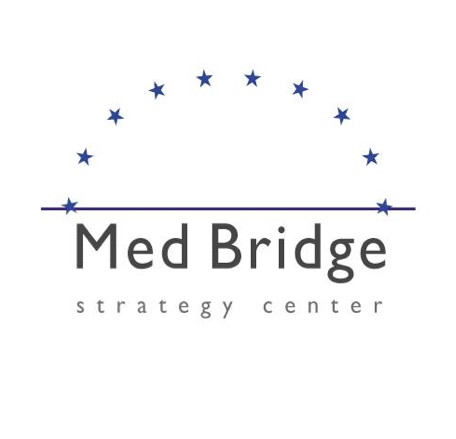
ميدبرج

ميدبرج (بالإنجليزية:MedBridge) ميدبرج هي منظمة اوربية تعمل لتسهيل التعاملات، الحوار والتفاهم المتبادل بين أوروبا والشرق الأوسط. هدف هذه المنظمة هو مساعدة الشخصيات الأوربية التي ترغب في معرفة الشرق الأوسط، دعم جهود السلام العربي الأسرائيلي والوصول إلى المعلومات المباشرة والكاملة والموضوعية الممكنة حول الوضع السياسي في المنطقة.
تأسست هذه المنظمة سنة 2003 بواسطة شخصيات سياسية أوربية متعددة من الدرجة الأولى والتي تنتمي إلى تيارات سياسية مختلفة، مثل ويلي دي كليرك، ماركو بانيلا، آنا بالاسيو، فرانسوا ليوتار وفرانسوا زيميري.